# Peștera din Peretele Dârnini
{{Infocaseta Peșteră
| Nume          = Peștera din Peretele Dârnini
| Localizare    = comuna Horea, județul Alba
| Adâncime      = -72
| Lungime       = 5645m
| Altitudine    = 1220 m.d.M.
| Coordonate    ={{||}}
| Geologie      =Calcar
| Număr intrări =1
| Observații    =Peșteră activa
}}
Peștera din Peretele Dârnini deși mai puțin cunoscută este una din peșterile de referință din carstul romanesc.

## Localizare
Peștera din Peretele Dârninii se deschide în versantul drept al Văii Albacului, în zona de izvoare a acestuia, aval de locul numit Fleiu (aparținând de Cătunul Sfoartea), la o altitudine de 1220 m, în Munții Bihorului.

## Căi de acces
Accesul la peșteră se poate face din Valea Arieșului pe ruta Albac-Horea-Mătișești-Valea Albacului (20 km), sau dinspre Ghețarul Scărișoara, 12 km drum pe jos, pe traseul Ghețar-Ocoale-Sfoartea-Pasul Ursoaia-Valea Albacului.

## Istoric
1963 – Pădurarul Pașca Ispas descoperă peștera, iar speologii I.Viehmann și Gh.Racoviță explorează și cartează primi 212 m de galerii, relevând faptul că în fundul peșterii sub un planșeu stalacmitic se aude zgomotul unui râu subteran. După aproape 20 de ani, în 1981, discipolii celor doi, membrii clubului de speologie E.Racoviță Cluj Napoca,Marius Craciun,Mircea Almasan, Dan Soritau si Dan Porcaru reiau explorările și descoperă sub planșeul respectiv o fantă îngustă prin care iese un puternic curent de aer. După câteva luni încep dezobstrucțiile
și descoperă Sala Pădurii și Sala Bivuacului până la Marea Prăpastie. În toamna aceluiaș an se explorează și cartează Galeria Mamuților și Sala Mamuților, Galeria Buclei, Galeria Clusteritelor și Sala Impresioniștilor.
1982 - S-a descoperit Labirintul, Activul, Sala cu Lac, Galeria T și o serie de alte laterale, puțuri și hornuri.
1983-1998 – Se efectuează acțiuni de explorare fără descoperiri substanțiale. Paralel sunt organizate acțiuni de ecologizare a peșterii. Astfel s-au scos la suprafață circa 120 kg de reziduuri rămase de la bivuacurile organizate între 1981-1982. Se marchează cu panglici colorate poteci unice de acces în zonele bogat concreționate. Se consolidează poarta și se schimbă dispozitivul de închidere.
1999 – se explorează o galerie în Sala Mamuților (cu posibilități de continuare) și o serie de mici galerii în Labirint.

## Carstologie
Peștera este dezvoltată integral în calcare și dolomite triasice anisian ladiniene ale autohtonului de Bihor, pe două nivele principale de carstificare: unul superior fosil și unul inferior activ.
Primul nivel este compus din galerii în general rectilinii și cu înălțimi variabile (de la 0,5 până la 15 m), bogat concreționate. Clusteritele, coralitele și cristalictitele care tapisează galeriile și unele săli sunt constituite din calcit și aragonit (Sântămărian,1992). Speleotemele de moonmilk sunt de compoziție calcitică.
Cel de-al doilea nivel este activ și își are probabil originea în pierderile în pat din Valea Albacului, cu resurgența, stabilită prin marcare cu fluoresceină, într-un izbuc situat la 4 km în aval.

## Climatologie
Peștera prezintă o ventilație unidirecțională, ascendentă, în regim de iarnă și descendentă, în regim de vară. Se pot distinge două zone meroclimatice: un meroclimat de perturbație, corespunzător sectorului afectat de curentul de convecție estival și un meroclimat de relativă stabilitate, pentru restul tronsonului de 400 m studiat.

## Paleontologie
Peștera adăpostește în Sala Mare urme de viață ale ursului de cavernă (amprente de gheare, vetre de odihnă). In sectorul Sălii Bivuacului s-au găsit resturi fosile de crinoidee. Materialul paleontologic este prezentat prin fragmente de peduncul și prin entroce disparate și apațin în exclusivitate speciei Encrinus cassianus Laube. Materialul fosil sugerează un mediu de sedimentare calm, bine aerat cu un transport liniștit și nu prea îndepărtat al acestor fosile de la locul de habitat la cel de sedimentare. Prezența acestor crinoide este inedită pentru regiunea considerată, aducând un argument hotărâtor pentru vârsta Ladinian superioară a calcarelor în care se dezvoltă peștera.

## Biospeologie
Au fost identificate populații de coleoptere din genul Pholeuon.

## Descriere
Intrarea în peșteră se face printr-o deschidere de 2x3 m, dupa care urmează de o galerie aproximativ orizontală, cu dărâmături, ornată cu formațiuni de concreționare și lungă de 70 m, după care se coboară o diferență de nivel de -6 m până în Sala Mare (35/15/10 m) care se prelungește spre nord cu Galeria Ursului. După un parcurs relativ strâmt galeria se deschide și se ajunge în Sala Pădurii (10/5/5 m). Galeria continuă rectiliniu având dimensiuni mari (10-15 m), foarte bogat concreționată (stalactite, stalacmite, gururi, draperii, domuri, coloane, etc.), care debușează în Sala Bivuacului. Galeria se termină brusc la Marea Prăpastie (o săritoare de –25 m).
La baza săritoarii se ajunge într-o sală de unde pornesc trei galerii. Spre nord se deschide Galeria Clusteritelor (unde se interceptează un mic curs activ al peșterii) care continuă ascendent și se termină cu o diaclază impenetrabilă. Din această galerie se desprinde o sală laterală: “Salonul Impresioniștilor”, precum și o serie de alte mici galerii laterale. Atât Galeria Clusteritelor, cât și Salonul Impresioniștilor sunt puternic concerționate, aici abundând, evident clusteritele, dar și gururile sau cacadele de montmilch. De la Marea Prăpastie spre sud, pe Galeria Mamuților se ajunge într-o mare sală (200/20-30/15-30 m) foarte bogat concreționată cu mari domuri stalacmitice, gururi, cascade de montmilch, mici lacuri-Sala Mamuților. De aici spre dreapta, pe Galeria Buclei, se ajunge înapoi la Marea Prăpastie. Din Galeria Buclei se desprind două galerii: una fosilă (în care la un nivel inferior se interceptează un mic râu subteran care se poate parcurge doar pe parcursul a 25 m), meandrată, cu multe laterale, care formează “Labirintul”. Galeria a doua este, în primă fază, puternic descendentă, după care se reduce ca dimensiuni, debușând în final în Sala cu Lac (20/7/10 m), ocupată în întregime de un lac subteran alimentat de râul pierdut în Galeria Clusteritelor.

## Conditii de vizitare
Pestera este inchisa si poate fi vizitata cu acordul si gidajul custodelui N. Murse de la Clubului de Speologie “Omega” din Cluj-Napoca. Parcurgerea necesită echipament individual specific parcurgerii verticalelor și corzi pentru săritorile din Sala Mare și Marea Prăpastie.